# Eilema aspersa
Eilema aspersa är en fjärilsart som beskrevs av Butler 1882. Eilema aspersa ingår i släktet Eilema och familjen björnspinnare. Inga underarter finns listade i Catalogue of Life.